# ویکوگ
ویکوگ (به انگلیسی: Wychough) یک روستا و محله مدنی در بریتانیا است که در چشر غربی و چستر واقع شده‌است. ویکوگ ۱۱ نفر جمعیت دارد.